# Jean Babilée
Jean Babilée (París, 3 de febrero de 1923 — ibid. 30 de enero de 2014), nombre artístico de Jean Gutman, fue un bailarín, coreógrafo y actor francés. Con Roland Petit, Janine Charrat y Maurice Béjart formó parte en el terreno de la danza del gran movimiento de renovación que tuvo lugar en las artes y las letras en Francia después de la Segunda Guerra Mundial. Admirado por su excelente técnica y su presencia carísmática, llegaría a convertirse en leyenda.

## Biografía

### Los comienzos
Jean Gutman nació en la rue Bonaparte del Barrio Latino, en una familia acomodada burguesa de París. Su padre Jean Gutman era un reputado oftalmólogo, su madre Germaine Babilée pertenecía a una familia de la región de Burdeos. Durante su infancia la salud frágil de Jean preocupó a sus padres y a su hermana mayor Sarah. Para fortalecerle y para encauzar su afición a la danza le presentaron en la escuela del Ballet de la Ópera de París en 1936 con 13 años. Allí aprendió los fundamentos de la técnica clásica con Gustave Ricaux y descubrió el estilo y la poesía de la danza con Alexander Volinine. Además de las clases diarias de ballet y las apariciones en las funciones de la Ópera, Jean estudió el bachillerato e hizo amistad con su compañero de estudios Roland Petit, hijo de un hostelero de Les Halles parisinas. Al estallar la Segunda Guerra Mundial en septiembre de 1939 y llegar los ejércitos alemanes a París en junio de 1940 la familia Gutman abandonó la capital. El padre, en peligro por ser judío, se escondió en casa de unos amigos en la región de la Touraine, la madre con sus dos hijos se estableció en el sur de Francia en la zona libre bajo el gobierno de Vichy. Jean se unió al Ballet de Cannes dirigido por Marika Besobrasova, antigua bailarina de los Ballets Rusos de Montecarlo, y con él debutó profesionalmente en papeles del repertorio clásico como El pájaro azul, El Espectro de la rosa, Carnaval. Al ocupar las tropas alemanas el resto de Francia en noviembre de 1942 Jean regresó a París y fue admitido en el ballet de la Ópera, dirigido por Serge Lifar, en el corps de ballet. Esto le dio libertad para asistir al margen de la Ópera y su trabajo allí a las clases que daban en los estudios Wacker, en la Place Clichy, maestros como los rusos Victor Gsovsky y Boris Kniaseff o la mítica Madame Roussane. A finales de ese año recibió la orden de presentarse al Servicio de Trabajo Obligatorio, el temido STO, y consciente de que eso podía significar la deportación por ser medio judío pasó a la clandestinidad y se unió a la Resistencia en la Touraine.

### LosBallets des Champs-Élysées
Tras la liberación de París, en agosto de 1944, Babilée volvió a la danza y a sus clases en los estudios Wacker. Roland Petit y su pareja Janine Charrat habían reunido un grupo de bailarines jóvenes y a ellos se unió Babilée en las soirées semanales dedicadas a la danza en el Théâtre Sarah Bernhardt. Organizadas por la empresaria Irène Lidova las veladas dieron a conocer el talento coreográfico de Petit y Charrat y presentaron al público un plantel de jóvenes bailarines: Jean Babilée, Irène Skorik, Nathalie Philippart, Youly Algaroff, Nina Vyroubova, Renée (Zizi) Jeanmaire, Daniel Seillier y otros. El éxito de estas veladas abrieron el camino a la creación de los Ballets des Champs-Elysées una empresa ya profesional y de envergadura. Bajo la dirección de Petit y Borís Kojnó, antiguo secretario del legendario Diaghilev y con la valiosa colaboración del veterano pintor y escenógrafo Christian Bérard y del polifacético Jean Cocteau la compañía revolucionó el mundo de la danza parisino, dominado por el clasicismo tradicional del ballet de la Ópera. Uno de los hitos de esos primeros programas en el Théâtre des Champs-Elysées fue Le jeune homme et la mort, un ballet sobre un libreto de Cocteau, con coreografía de Roland Petit, decorados de Georges Wakhevich y música de J.S. Bach que convirtió a Babilée de la noche a la mañana en una estrella. Su pareja en el ballet y en el éxito, Nathalie Philippart, pronto sería su mujer. En sus memorias Babilée dice de estos años: "¡Fue un tiempo mágico!...Durante cinco años el Théâtre des Champs Elysées fue nuestra casa. Allí trabajábamos, creamos nuevos ballets, bailamos. De allí salimos a giras a través de Francia y el mundo".

### Los años cincuenta y losBallets de Jean Babilée
En 1949 Babilée y su mujer Nathalie abandonaron la compañía y durante las temporadas de 1950 a 1952 aparecieron como "artistas invitados" con el American Ballet Theatre de Nueva York. Con él presentó sus propias coreografías como L'amour et son amour, Till Eulenspiegel, clásicos como El pájaro azul y naturalmente Le jeune homme et la mort.
En 1953 la pareja Babilée se despidió del American Ballet Theatre y se instaló en París en espera del nacimiento de su hija Isabelle. Babilée fue contratado por la Ópera, esta vez de danseur étoile, es decir de primerísima figura. Como tal interpretó el paso a dos El espectro de la rosa con Liane Daydé y el papel de Albrecht en Giselle con gran éxito. Sin embargo las desavenencias entre la dirección de la Ópera y el artista condujeron a la rescisión del contrato después de sólo nueve meses. Siguió una serie de actuaciones independientes y puntuales con los Ballets de Paris de Roland Petit en Londres (1954) y con el ballet de la Scala de Milán con el que apareció en Pulcinella, coreografía de Nicholas Beriosoff (1954), Till Eulenspiegel (1955) y Mario e il mago con coreografía de Léonide Massine y dirección de Visconti (1956). Añorando el trabajo continuado y en equipo Babilée creó en 1956 su propia compañía, los Ballets de Jean Babilée, en la que reunió a bailarines como Claire Sombert, Iovanka Biegovic, Violette Verdy, Dirk Sanders, Alexander  Kalioujny, André Prokovsky. Con la compañía viajó por Francia, visitó capitales europeas (entre ellas Madrid, en 1958) e hizo una gira por Brasil. Las deudas acumuladas y quizá cierto cansancio llevaron a la disolución de la compañía en 1959. Babilée se alejó del mundo de la danza y se dedicó como actor al cine y al teatro.

### Los años sesenta-setenta: cine, teatro, coreografía
Después de un intento fallido de integrarse en la compañía del Grand Ballet du Marquis de Cuevas, Babilée apareció en París como actor en La descente d'Orphée (Tennessee Williams) dirigido por Raymond Rouleau en el Théâtre de l´Athénée (1960), en el estreno de Le balcon (Jean Genet) dirigido por Peter Brook en el Théâtre du Gymnase (1960), en La reine verte un montaje de Maurice Béjart con María Casares en el Théâtre Hébertot (1963). Hizo cine con Georges Franju (La ligne d´ombre, 1971), Michel Polac (Demain la fin du monde, 1970), Jacques Rivette (Duelle, 1975), trabajó en televisión, realizó coreografías para ópera y en 1973 creó y dirigió durante unos meses los Ballets du Rhin. También se dedicaba ocasionalmente a la enseñanza en los estudios Wacker de París y en un encuentro allí con Maurice Béjart en 1979 éste le convenció para que volviera a bailar en público. Béjart estaba a punto de viajar a Nueva York con su compañía y en poco tiempo compuso en estrecha colaboración con Babilée un paso a dos, Life, con música de Bach y percusión. Hacía casi 30 años que Babilée no bailaba en Nueva York y la expectación era grande. El éxito de Babilée y su pareja Cathy Dethy en el Minskoff Theater fue apoteósico. "Babilée es un artista enigmático y baila como si el corazón de su misterio estuviera en juego", escribió la crítica de ballet del New Yorker

### Los ochenta yLe jeune homme et la mort
A raíz de esta experiencia la danza se impuso de nuevo en la vida de Babilée. Tras un encuentro fortuito con Roland Petit en 1983 en un homenaje a Cocteau en la televisión surgió la idea de remontar Le jeune homme et la mort con Babilée y con la coreografía original. El reestreno tuvo lugar en 1984 en la Ópera de Marsella, cuyo ballet dirigía Petit, y luego pasó en 1985 al Théâtre du Châtelet de París."Jean Babilée triunfa en Le jeune homme et la mort a los 61 años", titulaba The New York Times el artículo de su enviada especial a París. Aún sorprendió al público y a la crítica en 1995 con otro ballet de Béjart Vita nova con la música de las Variaciones de Goldberg de Bach interpretadas por Glenn Gould y en 2003 con un espectáculo del director y coreógrafo Josef Nadj.
En 2000 el cineasta Patrick Bensard rodó un documental biográfico, Le mystère Babilée, en el que el mismo Babilée habla de su vida y su relación con la danza.
En 2000 contrajo matrimonio con su compañera desde 1981, Apolline Marion "Zapo".
En febrero de 2013 la Cinémathèque de la Danse dedicó un homenaje a Babilée con ocasión de su 90 aniversario, que este prefirió celebrar con los suyos en Senegal ya enfermo de un rebrote de cáncer de pulmón. Murió el 30 de enero de 2014 en el Hospital Cochin de París donde había sido ingresado por una fractura de cuello de fémur.

## Filmografía
- 1952: Le poignard, de Jean Benoît-Lévy
- 1953: Le métier de danseur, de Jacques Baratier
- 1958: Auditorium, de Michel Drach
- 1960: Les loups dans la bergerie de Hervé Bromberger
- 1961: Pleins feux sur l'assassin de Georges Franju
- 1961: Amélie ou le temps d'aimer de Michel Drach
- 1963: Dragées au poivre de Jacques Baratier
- 1971: La ligne d´ombre de Georges Franju
- 1976: Duelle de Jacques Rivette

## Honores
- Commandeur des Arts et des Lettres
- Officier de l´Ordre national du Mérite
- Chevalier de la Légion d'honneur